# Ebbe, Forsthaus
Ebbe, Forsthaus ist ein Wohnplatz der Stadt Attendorn im Kreis Olpe (Nordrhein-Westfalen) und hat 3 Einwohner (Stand 30. Juni 2024).

## Geografie
Das Forsthaus Ebbe liegt nordwestlich des Kernortes Attendorn an der Grenze zu Plettenberg, südlich der Oestertalsperre. Die beiden Gebäude liegen inmitten eines großen Waldgebiets am Rüenhardt (636 m) im Ebbegebirge. Südlich vom Forsthaus entspringt der Berndebach und beginnt das Naturschutzgebiet Berndebachtal. Östlich liegen die Attendorner Ortsteile Hebberg, Neuenhof, Nuttmecke und Lichtringhausen. Am Forsthaus vorbei führt der Sauerland-Höhenflug-Wanderweg.

## Geschichte
Im Adressbuch von 1929 werden im Forsthaus Ebbe der Privatförster Heinrich Balzer und der Forstgehilfe Oskar Wonnewitz geführt. Im Adressbuch von 1938 der Jagdaufseher Franz Luke. Der Forstwirt Franz Luke (1891–1964) stammte aus Eichen und wird auch im Adressbuch von 1956 als Forstaufseher geführt sowie noch der Schwellenhauer Gustav Märtin. In den 1970er Jahren gab es im Forsthaus den Oberförster Vogel.